# Liste der Einträge im National Register of Historic Places im Washoe County
Diese Liste der Einträge im National Register of Historic Places im Washoe County enthält alle in Washoe County, Nevada in das National Register of Historic Places eingetragenen Gebäude, Bauwerke, Objekte, Stätten oder historischen Distrikte.
Diese Liste entspricht dem Bearbeitungsstand des National Park Service/National Register of Historic Places vom 25. Oktober 2024.

## Legende
| NRHP | Historic Place             |
| NHL  | National Historic Landmark |
| HD   | National Historic District |

## Aktuelle Einträge
| [ 2 ] | Name                                                               | Bild                                     | Eintragsdatum                  | Lage | Ort                                      | Beschreibung |
| ----- | ------------------------------------------------------------------ | ---------------------------------------- | ------------------------------ | --- | ---------------------------------------- | ------------ |
| 1     | 1872 California-Nevada State Boundary Marker                       | weitere Bilder                           | 27. Aug. 1981 ID-Nr. 81000387  | nordwestlich von Verdi, am Grenzverlauf von Kalifornien und Nevada 39° 31′ 27,8″ N, 120° 0′ 6,7″ W                                    | Verdi                                    |              |
| 2     | 20th Century Club                                                  | weitere Bilder                           | 21. Apr. 1983 ID-Nr. 83001113  | 335 W. 1st Street 39° 31′ 29″ N, 119° 49′ 2″ W                                                                                        | Reno                                     |              |
| 3     | Alamo Ranchhouse                                                   | Alamo Ranchhouse                         | 23. Nov. 1979 ID-Nr. 79001466  | südwestlich von Steamboat, an der 20205 S. Virginia Street 39° 21′ 51″ N, 119° 45′ 18″ W                                              | Steamboat                                |              |
| 4     | Alpha Tau Omega Fraternity House                                   | Alpha Tau Omega Fraternity House         | 28. Jan. 2004 ID-Nr. 03001508  | 205 University Terrace 39° 32′ 8″ N, 119° 49′ 9,8″ W                                                                                  | Reno                                     |              |
| 5     | Applegate-Lassen Trail                                             | Applegate-Lassen Trail                   | 18. Dez. 1978 ID-Nr. 78001722  | der Trail verläuft von Rye Patch in nordwestlicher Richtung zum Grenzverlauf von Nevada mit Kalifornien 41° 11′ 45″ N, 119° 16′ 36″ W | High Rock Canyon                         |              |
| 6     | Bank of Sparks                                                     | weitere Bilder                           | 28. Sep. 2007 ID-Nr. 07001013  | 948 Victorian Avenue 39° 32′ 6″ N, 119° 45′ 19,5″ W                                                                                   | Sparks                                   |              |
| 7     | W.E. Barnard House                                                 | W.E. Barnard House                       | 22. Aug. 2002 ID-Nr. 02000874  | 950 Joaquin Miller Drive 39° 30′ 47″ N, 119° 49′ 9″ W                                                                                 | Reno                                     |              |
| 8     | Bethel AME Church                                                  | Bethel AME Church                        | 12. Juni 2001 ID-Nr. 01000587  | 220 Bell Street 39° 31′ 34″ N, 119° 49′ 13″ W                                                                                         | Reno                                     |              |
| 9     | Benson Dillon Billinghurst House                                   | Benson Dillon Billinghurst House         | 8. Nov. 1974 ID-Nr. 74001151   | 729 Evans Ave. 39° 31′ 51″ N, 119° 48′ 49″ W                                                                                          | Reno                                     |              |
| 10    | Borland-Clifford House                                             | Borland-Clifford House                   | 7. März 1983 ID-Nr. 83001114   | 339 Ralston St. 39° 31′ 42″ N, 119° 49′ 11″ W                                                                                         | Reno                                     |              |
| 11    | Bowers Mansion                                                     | weitere Bilder                           | 31. Jan. 1976 ID-Nr. 76001143  | südlich von Reno, in der Nähe der U.S. Route 395 39° 17′ 4″ N, 119° 50′ 26″ W                                                         | Reno                                     |              |
| 12    | Peleg Brown Ranch                                                  | weitere Bilder                           | 23. Dez. 1994 ID-Nr. 94001471  | 12945 Old Virginia Road 39° 24′ 43″ N, 119° 44′ 57″ W                                                                                 | Reno                                     |              |
| 13    | Charles H. Burke House                                             | Charles H. Burke House                   | 31. Mai 1984 ID-Nr. 84002077   | 36 Steward Street 39° 31′ 16″ N, 119° 48′ 31″ W                                                                                       | Reno                                     |              |
| 14    | Burke-Berryman House                                               | Burke-Berryman House                     | 15. Sep. 2004 ID-Nr. 04000984  | 418 Cheney Street 39° 31′ 6″ N, 119° 48′ 6″ W                                                                                         | Reno                                     |              |
| 15    | Cal-Vada Lodge Hotel                                               | weitere Bilder                           | 3. Juni 1994 ID-Nr. 94000551   | in der Nähe der Stateline Road, an der Nevada State Route 28 39° 13′ 38″ N, 120° 0′ 15,8″ W                                           | Crystal Bay                              |              |
| 16    | California Building                                                | California Building                      | 23. Sep. 1992 ID-Nr. 92001257  | 1000 Cowan Drive, Idlewild Park 39° 31′ 19″ N, 119° 49′ 58,8″ W                                                                       | Reno                                     |              |
| 17    | Walter Cliff Ranch District                                        |                                          | 16. Sep. 1985 ID-Nr. 85002428  | 7635 Old U.S. Route 395 39° 13′ 29″ N, 119° 48′ 42″ W                                                                                 | Washoe Valley                            |              |
| 18    | Derby Diversion Dam                                                | weitere Bilder                           | 26. Apr. 1978 ID-Nr. 78001727  | östlich von Sparks, an der Interstate 80 39° 35′ 9″ N, 119° 26′ 49″ W                                                                 | Sparks                                   |              |
| 19    | El Cortez Hotel                                                    | weitere Bilder                           | 13. Juni 1984 ID-Nr. 84002078  | 239 W. 2nd Street 39° 31′ 36″ N, 119° 48′ 57″ W                                                                                       | Reno                                     |              |
| 20    | Federal Building and U.S. Courthouse                               | weitere Bilder                           | 22. März 2021 ID-Nr. 100006290 | 300 Booth Street 39° 31′ 5,2″ N, 119° 49′ 34,7″ W                                                                                     | Reno                                     |              |
| 21    | Field Matron's Cottage                                             | weitere Bilder                           | 16. Mai 2003 ID-Nr. 03000416   | 1995 E. 2nd Street 39° 31′ 40″ N, 119° 47′ 11,3″ W                                                                                    | Reno                                     |              |
| 22    | First Church of Christ, Scientist                                  | weitere Bilder                           | 20. Aug. 1999 ID-Nr. 99000939  | 501 Riverside Drive 39° 31′ 27″ N, 119° 49′ 6″ W                                                                                      | Reno                                     |              |
| 23    | First United Methodist Church                                      | weitere Bilder                           | 24. Feb. 1983 ID-Nr. 83001115  | W. 1st und West Street 39° 31′ 31″ N, 119° 48′ 53″ W                                                                                  | Reno                                     |              |
| 24    | Fleischmann Atmospherium Planetarium                               | weitere Bilder                           | 22. Sep. 1994 ID-Nr. 94001148  | N. Virginia Street, am Campus der University of Nevada in Reno 39° 32′ 46″ N, 119° 49′ 7″ W                                           | Reno                                     |              |
| 25    | Francovich House                                                   | Francovich House                         | 25. Apr. 1983 ID-Nr. 83001116  | 557 Washington St. 39° 31′ 41″ N, 119° 49′ 10″ W                                                                                      | Reno                                     |              |
| 26    | Frey Ranch                                                         | Frey Ranch                               | 5. März 1999 ID-Nr. 99000267   | 1140 W. Peckham Ln. 39° 29′ 14″ N, 119° 48′ 27″ W                                                                                     | Reno                                     |              |
| 27    | Galena Creek Schoolhouse                                           | Galena Creek Schoolhouse                 | 4. Mai 2011 ID-Nr. 11000255    | 16000 Callahan Rd. 39° 21′ 39″ N, 119° 49′ 6″ W                                                                                       | Reno                                     |              |
| 28    | Luella Garvey House                                                | weitere Bilder                           | 28. Jan. 2004 ID-Nr. 03001510  | 589-599 California Ave. 39° 31′ 14″ N, 119° 49′ 8″ W                                                                                  | Reno                                     |              |
| 29    | Gerlach Water Tower                                                | weitere Bilder                           | 29. Okt. 1981 ID-Nr. 81000385  | Main Street 40° 39′ 5″ N, 119° 21′ 13″ W                                                                                              | Gerlach                                  |              |
| 30    | Joseph Giraud House                                                | weitere Bilder                           | 5. Apr. 1984 ID-Nr. 84002079   | 442 Flint St. 39° 31′ 13″ N, 119° 48′ 49″ W                                                                                           | Reno                                     |              |
| 31    | Glendale School                                                    | weitere Bilder                           | 30. Jan. 1978 ID-Nr. 78001729  | Victorian Square 39° 28′ 58″ N, 119° 47′ 25″ W                                                                                        | Sparks                                   |              |
| 32    | William J. Graham House                                            | weitere Bilder                           | 7. März 1983 ID-Nr. 83001117   | 548 California Ave. 39° 31′ 12″ N, 119° 49′ 3″ W                                                                                      | Reno                                     |              |
| 33    | Joseph H. Gray House                                               | weitere Bilder                           | 20. Nov. 1987 ID-Nr. 87001472  | 457 Court St. 39° 31′ 22″ N, 119° 49′ 4″ W                                                                                            | Reno                                     |              |
| 34    | Greystone Castle                                                   | Greystone Castle                         | 22. Aug. 2002 ID-Nr. 02000875  | 970 Joaquin Miller Drive 39° 30′ 47″ N, 119° 49′ 11″ W                                                                                | Reno                                     |              |
| 35    | Hawkins House                                                      | weitere Bilder                           | 17. Dez. 1979 ID-Nr. 79001465  | 549 Court St. 39° 31′ 19″ N, 119° 49′ 7″ W                                                                                            | Reno                                     |              |
| 36    | Humphrey House                                                     | Humphrey House                           | 7. März 1983 ID-Nr. 83001118   | 467 Ralston St. 39° 31′ 47″ N, 119° 49′ 13″ W                                                                                         | Reno                                     |              |
| 37    | Immaculate Conception Church                                       | weitere Bilder                           | 23. Dez. 1992 ID-Nr. 92001700  | 528 Pyramid Way 39° 32′ 18,3″ N, 119° 45′ 9,3″ W                                                                                      | Sparks                                   |              |
| 38    | J. Clarence Kind House                                             | J. Clarence Kind House                   | 5. Okt. 2005 ID-Nr. 05001121   | 751 Marsh Ave. 39° 31′ 6″ N, 119° 49′ 18″ W                                                                                           | Reno                                     |              |
| 39    | Lake Mansion                                                       | weitere Bilder                           | 29. Juni 1972 ID-Nr. 72000767  | 250 Court Street 39° 31′ 21,4″ N, 119° 48′ 57,2″ W                                                                                    | Reno                                     |              |
| 40    | Landrum's Hamburger System No. 1                                   | Landrum's Hamburger System No. 1         | 30. Okt. 1998 ID-Nr. 98001303  | 1300 S. Virginia St. 39° 30′ 42″ N, 119° 48′ 17″ W                                                                                    | Reno                                     |              |
| 41    | Levy House                                                         | weitere Bilder                           | 24. Feb. 1983 ID-Nr. 83001119  | 111-121 California Ave. 39° 31′ 14″ N, 119° 48′ 39,6″ W                                                                               | Reno                                     |              |
| 42    | MacKay School of Mines Building                                    | weitere Bilder                           | 1. Apr. 1982 ID-Nr. 82003258   | am Campus der University of Nevada in Reno 39° 32′ 22″ N, 119° 48′ 47,9″ W                                                            | Reno                                     |              |
| 43    | Marlette Lake Water System                                         | Marlette Lake Water System               | 16. Sep. 1992 ID-Nr. 92001162  | zwischen dem Marlette Lake, östlich der Nevada State Route 80 39° 13′ 15″ N, 119° 49′ 17″ W                                           | Virginia City                            |              |
| 44    | McCarthy-Platt House                                               | McCarthy-Platt House                     | 31. Mai 1984 ID-Nr. 84002080   | 1000 Plumas Street 39° 30′ 54″ N, 119° 48′ 42″ W                                                                                      | Reno                                     |              |
| 45    | McKinley Park School                                               | McKinley Park School                     | 16. Sep. 1985 ID-Nr. 85002406  | Riverside Drive und Keystone Avenue 39° 31′ 19″ N, 119° 49′ 26″ W                                                                     | Reno                                     |              |
| 46    | Miller-Rowe-Holgate House                                          | Miller-Rowe-Holgate House                | 26. Mai 2005 ID-Nr. 05000470   | 18 Winter Street 39° 31′ 20″ N, 119° 49′ 16″ W                                                                                        | Reno                                     |              |
| 47    | Morrill Hall, University of Nevada/Reno                            | weitere Bilder                           | 1. Mai 1974 ID-Nr. 74001152    | am Campus der University of Nevada in Reno 39° 32′ 15″ N, 119° 48′ 46″ W                                                              | Reno                                     |              |
| 48    | Mount Rose Elementary School                                       | Mount Rose Elementary School             | 25. Nov. 1977 ID-Nr. 77000841  | 915 Lander Street 39° 30′ 56″ N, 119° 48′ 53″ W                                                                                       | Reno                                     |              |
| 49    | Nevada-California-Oregon Railroad Depot                            | weitere Bilder                           | 8. Feb. 1980 ID-Nr. 80002469   | 325 E. 4th Street 39° 31′ 52″ N, 119° 48′ 34″ W                                                                                       | Reno                                     |              |
| 50    | Nevada-California-Oregon Railway Locomotive House and Machine Shop | weitere Bilder                           | 9. Mai 1983 ID-Nr. 83001120    | 401 E. 4th Street 39° 31′ 52″ N, 119° 48′ 32″ W                                                                                       | Reno                                     |              |
| 51    | Newlands Historic District                                         | weitere Bilder                           | 27. Dez. 2016 ID-Nr. 16000912  | zwischen dem Truckee River, der Marsh und Keystone Avenue, inklusive der Arlington und Monroe Street 39° 30′ 57″ N, 119° 49′ 15,8″ W  | Reno                                     |              |
| 52    | Senator Francis G. Newlands House                                  | Senator Francis G. Newlands House        | 15. Okt. 1966 ID-Nr. 66000459  | 17 Elm Ct. 39° 31′ 17″ N, 119° 49′ 10″ W                                                                                              | Reno                                     |              |
| 53    | Mary Lee Nichols School                                            | weitere Bilder                           | 31. Okt. 2002 ID-Nr. 02001277  | 400-406 Pyramid Way 39° 32′ 13,4″ N, 119° 45′ 9,5″ W                                                                                  | Sparks                                   |              |
| 54    | Nortonia Boarding House                                            | weitere Bilder                           | 24. Feb. 1983 ID-Nr. 83001121  | 150 Ridge St. 39° 31′ 19″ N, 119° 48′ 46″ W                                                                                           | Reno                                     |              |
| 55    | Nystrom Guest House                                                | Nystrom Guest House                      | 6. Apr. 2000 ID-Nr. 00000339   | 333 Ralston St. 39° 31′ 41″ N, 119° 49′ 11″ W                                                                                         | Reno                                     |              |
| 56    | Old Winters Ranch/Winters Mansion                                  | Old Winters Ranch/Winters Mansion        | 30. Juli 1974 ID-Nr. 74001150  | nördlich von Carson City 39° 18′ 43″ N, 119° 49′ 18″ W                                                                                | New Washoe City                          |              |
| 57    | Patrick Ranch House                                                | Patrick Ranch House                      | 16. Mai 2003 ID-Nr. 03000417   | 1225 Gordon Avenue 39° 30′ 44″ N, 119° 49′ 4″ W                                                                                       | Reno                                     |              |
| 58    | Peavine Ranch                                                      | weitere Bilder                           | 6. Apr. 2000 ID-Nr. 00000337   | 11220 N. Virginia St. 39° 37′ 46″ N, 119° 55′ 13″ W                                                                                   | Reno                                     |              |
| 59    | Pincolini Hotel                                                    | weitere Bilder                           | 11. Okt. 1984 ID-Nr. 84000086  | 214 Lake St. 39° 32′ 11″ N, 119° 48′ 35″ W                                                                                            | Reno                                     |              |
| 60    | Pioneer Theater-Auditorium                                         | weitere Bilder                           | 19. Jan. 2005 ID-Nr. 04001528  | 100 S. Virginia St. 39° 31′ 27″ N, 119° 48′ 37″ W                                                                                     | Reno                                     |              |
| 61    | Rainier Brewing Company Bottling Plant                             | weitere Bilder                           | 26. März 1980 ID-Nr. 80002470  | 310 Spokane St. 39° 31′ 54″ N, 119° 47′ 57″ W                                                                                         | Reno                                     |              |
| 62    | Reno National Bank-First Interstate Bank                           | Reno National Bank-First Interstate Bank | 6. Aug. 1986 ID-Nr. 86002257   | 204 N. Virginia St. 39° 31′ 30″ N, 119° 48′ 20,2″ W                                                                                   | Reno                                     |              |
| 63    | Reno Southern Pacific Railroad Depot                               | weitere Bilder                           | 14. Nov. 2012 ID-Nr. 12000929  | 280 Commercial Row 39° 31′ 43,3″ N, 119° 48′ 37,4″ W                                                                                  | Reno                                     |              |
| 64    | Riverside Hotel                                                    | weitere Bilder                           | 6. Aug. 1986 ID-Nr. 86002256   | 17 S. Virginia St. 39° 31′ 27,8″ N, 119° 48′ 41″ W                                                                                    | Reno                                     |              |
| 65    | Robison House                                                      | weitere Bilder                           | 29. Sep. 2006 ID-Nr. 06000895  | 409 13th Street 39° 32′ 13,6″ N, 119° 45′ 34,9″ W                                                                                     | Sparks                                   |              |
| 66    | St. Thomas Aquinas Cathedral Complex                               | weitere Bilder                           | 17. Feb. 2022 ID-Nr. 100007430 | 310 West 2nd Street 39° 31′ 33,6″ N, 119° 49′ 4,1″ W                                                                                  | Reno                                     |              |
| 67    | Southside School                                                   | Southside School                         | 5. Aug. 1993 ID-Nr. 93000683   | 190 E. Liberty 39° 31′ 19,9″ N, 119° 48′ 29,2″ W                                                                                      | Reno                                     |              |
| 68    | Trinity Episcopal Cathedral                                        | weitere Bilder                           | 15. Okt. 2020 ID-Nr. 100005599 | 200 Island Avenue 39° 31′ 26″ N, 119° 48′ 53,3″ W                                                                                     | Reno                                     |              |
| 69    | Twaddle Mansion                                                    | Twaddle Mansion                          | 7. März 1983 ID-Nr. 83001122   | 485 W. 5th Street 39° 31′ 49,1″ N, 119° 49′ 12″ W                                                                                     | Reno                                     |              |
| 70    | Twaddle-Pedroli Ranch                                              | Twaddle-Pedroli Ranch                    | 6. Apr. 2000 ID-Nr. 00000340   | 4970 Susan Lee Circle 39° 16′ 4,1″ N, 119° 50′ 6″ W                                                                                   | New Washoe City, Siedlungsbereich im Tal |              |
| 71    | Tyson House                                                        | Tyson House                              | 24. Feb. 1983 ID-Nr. 83001123  | 242 W. Liberty Street 39° 31′ 14,9″ N, 119° 48′ 50″ W                                                                                 | Reno                                     |              |
| 72    | University of Nevada Reno Historic District                        | weitere Bilder                           | 25. Feb. 1987 ID-Nr. 87000135  | Virginia Street 39° 32′ 17,9″ N, 119° 48′ 50″ W                                                                                       | Reno                                     |              |
| 73    | Pearl Upson House                                                  | weitere Bilder                           | 14. Aug. 2003 ID-Nr. 03000749  | 937 Jones Street 39° 31′ 19,9″ N, 119° 49′ 25″ W                                                                                      | Reno                                     |              |
| 74    | US Post Office-Reno Main                                           | US Post Office-Reno Main                 | 28. Feb. 1990 ID-Nr. 90000135  | 50 S. Virginia Street 39° 31′ 28,9″ N, 119° 48′ 38,9″ W                                                                               | Reno                                     |              |
| 75    | Vachina Apartments-California Apartments                           | Vachina Apartments-California Apartments | 6. Aug. 1986 ID-Nr. 86002258   | 45 California Avenue 39° 31′ 30″ N, 119° 48′ 20,2″ W                                                                                  | Reno                                     |              |
| 76    | Veterans Memorial School                                           | weitere Bilder                           | 4. Apr. 1995 ID-Nr. 93000690   | 1200 Locust Street 39° 30′ 47,9″ N, 119° 47′ 53,2″ W                                                                                  | Reno                                     |              |
| 77    | Veterans of Foreign Wars Building                                  | weitere Bilder                           | 10. Juni 2008 ID-Nr. 08000511  | 301 Burris Lane 39° 29′ 21,1″ N, 119° 47′ 57,1″ W                                                                                     | Reno                                     |              |
| 78    | Virginia Street Bridge                                             | weitere Bilder                           | 10. Dez. 1980 ID-Nr. 80002471  | über den Truckee River 39° 31′ 30″ N, 119° 48′ 42,1″ W                                                                                | Reno                                     |              |
| 79    | Wadsworth Union Church                                             | Wadsworth Union Church                   | 15. Apr. 2004 ID-Nr. 04000298  | an der Straßenkreuzung des Lincoln Highway und der Railroad Avenue 39° 37′ 59,9″ N, 119° 17′ 1,3″ W                                   | Wadsworth                                |              |
| 80    | Washoe County Courthouse                                           | weitere Bilder                           | 6. Aug. 1986 ID-Nr. 86002254   | 117 S. Virginia Street 39° 31′ 25″ N, 119° 48′ 24,1″ W                                                                                | Reno                                     |              |
| 81    | Washoe County Library                                              | Washoe County Library                    | 13. Feb. 2013 ID-Nr. 13000011  | 301 S. Center Street 39° 31′ 20,3″ N, 119° 48′ 37,1″ W                                                                                | Reno                                     |              |
| 82    | Washoe County Library-Sparks Branch                                | weitere Bilder                           | 9. März 1992 ID-Nr. 92000116   | 814 Victorian Street 39° 32′ 7,1″ N, 119° 45′ 7,9″ W                                                                                  | Sparks                                   |              |
| 83    | Whittell Estate                                                    | weitere Bilder                           | 27. Okt. 2000 ID-Nr. 00001207  | 5000 Nevada State Route 28 39° 10′ 28,6″ N, 119° 55′ 55,2″ W                                                                          | Incline Village                          |              |
| 84    | Withers Log House                                                  | weitere Bilder                           | 6. Apr. 2000 ID-Nr. 00000341   | 344 Wassou 39° 14′ 11″ N, 120° 0′ 4″ W                                                                                                | Crystal Bay                              |              |